# 한글용사 아이야
《한글용사 아이야》는 2021년 4월 28일부터 방송 중인 EBS 1TV 유아·어린이 프로그램이다.

## 기획 의도
한글용사 아이야는 한글 교육 프로그램을 제작함으로써 자음과 모음의 결합과 정확한 발음 등을 다양한 놀이와 반복을 아이들이 보다 쉽고 재미있게 한글에 접근할 수 있도록 한다.  EBS의 독창적인 한글 어린이 프로그램이다.

## 방송 시간
| 방송 채널 | 방송 기간                         | 방송 시간                            |
| --------- | --------------------------------- | ------------------------------------ |
| EBS 1TV   | 2021년 4월 28일 ~ 2021년 8월 26일 | 매주 수 ~ 목 아침 8:45 ~ 9:00 (본방) |
| EBS 1TV   | 2021년 9월 1일 ~ 2022년 2월 24일  | 매주 수 ~ 목 아침 8:30 ~ 8:45 (본방) |
| EBS 1TV   | 2022년 3월 2일 ~ 2022년 8월 25일  | 매주 수 ~ 목 아침 8:20 ~ 8:35 (본방) |
| EBS 1TV   | 2022년 8월 31일 ~ 2023년 3월 30일 | 매주 수 ~ 목 아침 8:35 ~ 8:50 (본방) |
| EBS 1TV   | 2023년 4월 3일 ~ 2023년 8월 24일  | 매주 월 ~ 목 아침 8:35 ~ 8:50 (본방) |
| EBS 1TV   | 2023년 8월 28일 ~ 2025년 3월 18일 | 매주 월 ~ 화 아침 8:20 ~ 8:35 (본방) |
| EBS 1TV   | 2025년 3월 30일 ~ 현재            | 매주 일 아침 8:15 ~ 8:30 (본방)      |

## 출연자 소개
- 아 (이민재)
- 이 (염창민)
- 야 (노유나)
- 훈민 (오은솔)
- 정음 (정하영)
- 할아버지 (안석환)
- 천지 (김태성)
- 개벽 (유혁상)
- 자음이 (김진목)
- 모음이 (한시아)

## 약속 편 제작진
- 책임프로듀서 이선희
- 글/구성 윤혜정
- 취재작가 최진아
- 손글씨 최원진
- 안무감독 이동원
- 인형제작 인형사랑
- 기술감독 김필수 유병욱 공찬식 박종화
- 영상 이상필 김창의 계민석 최민근 부재혁
- 서버마스터 유동혁
- 음향 이승민 김태현 홍대용 신일수 김진호 남대현
- 외부음향 현대음향
- 스튜디오음향 김별 조석희
- 동시녹음 사운드코리아
- 조명 이종훈 이덕희 임동완 남시욱 장규성
- 카메라 양정식 김석주 배정수 박민희 이성수 이재명 홍석훈 임남수 김태봉 윤설영 배영식 정의성 안준영 황종태 곽성욱
- 외부지미짚 이수영 김동민
- VJ 김용백 임영훈
- FRV드론 한동록
- 야외촬영 박은상 이주현
- 편집감독 김종기 서진수
- 색보정 권은정
- NLE편집 권은정 한명진 김제균
- 편집 김준수
- CG 비주올
- 음악 황현성 박규민
- 믹싱/음향효과 김은비 황준영
- 그래픽디자인 허규서 김민정
- 문자그래픽 최기화
- 세트디자인 강지현
- 세트총괄 이기남 이희신
- 세트제작 이진호
- 세트설치 아트원
- 설치감독 이희신
- 설치 더스테이지
- 소품 정희영
- 소품스타일링 정희영 박시열
- 의상코디 제이인씨
- 코스튬제작 두워프
- 자문 (한국교원대)이경화 (부천대)이선영
- 차량지원 유재모 이영선 전흥구 이규석 유현철 채종경
- 진행 이예람 하세주 이연재 이선희 유규상
- 무대조감독 김준수
- 무대감독 강민
- 조연출 전민경 김남호
- 연출 민성원
- 기획·제작 EBS

## 기타
- DS뮤지컬컴퍼니에서 뮤지컬로 제작하는 중이다.